# إيان والاس (عالم طيور)
يان والاس (بالإنجليزية: Ian Wallace)‏ هو عالم طيور بريطاني، ولد في 1933 في ستافوردشاير في المملكة المتحدة.